# قلعة قليبية
قلعة قليبية أو حصن قليبية هي معقل (مدينة) رومانية تمسح هكتارا و نصف و تقع في مدينة قليبية التونسية الواقعة في الشمال التونسي والتي تبعد عن العاصمة تونس بحوالي 105 كم.

## الموقع
تقع القلعة فوق نتوء جبلي أو شناخ صخري يبلغ ارتفاعه 150 مترا وتشرف على عرض البحر الأبيض المتوسط من الجانب الشماليّ الشرقي للوطن القبليّ.

## التاريخ

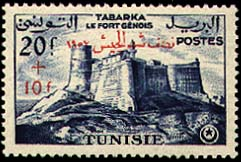
قلعة قليبية في طابع بريدي.

تشتمل هذه القلعة في أقدم أجزائها على مكونات رومانية، لكنّ الأغلب على الظن أنّ الجزء الأكبر منها شيّده البيزنطيون و يعود بناؤها إلى الفترة البونية أي من سنة 256 إلى 146 قبل الميلاد، ثم تمّ تشييدها من قبل البيزنطيين في القرن السادس، و تمّت إعادة تشييدها مرّة أخرى من قبل الأغالبة في القرن التاسع، ثم من قِبل بنو زيري ما بين 947 إلى 1160 ميلادي لتصبح فيما بعد الرباط الحفصي في القرن الثالث عشر . ثم، بين القرن السادس عشر و القرن التاسع عشر، تمّ إعادة بنائها من طرف الأتراك نظراً لتعدّد المعارك آنذاك بين العثمانيين و الإسبان. 

في بداية القرن السابع عشر، سنة 1637 تمّ تعزبز الوسائل الدّفاعيّة في القلعة وتحسين الدّفاع في مرفئها من طرف مراد داي بهدف حمايتها من مراكب القراصنة، انجرّت عن هذه التعزيزات عمليّات انتقاميّة من طرف الأسطول الفرنسي ما بين سنتي 1699 و 1671 أدّت إلى إهمالها وخرابها.
قام الفرنسيون بتجهيزها سنة 1881 بمنارة وبمركز إرسال بحري ثمّ ما بين سنتي 1942 و 1943 تمّ احتلالها من طرف القوات الإيطالية و الألمانية و هيأتا في أسفل البرج الصخري عدة تحصينات ومنذ ذلك بقيت على صورتهه الحالية مع بعض التهديمات بسبب قنابل الحرب العالمية الثانية.

## مكوّنات القلعة
كانت القلعة من أكثر القلاع حصانة إذ يحيط بها أبراج مربّعة الشّكل وسور فتح في مقدمته باب صغير يتم الدّخول من خلاله، كما يوجد باب رئيسي متصل بدهليز توجد على حيطانه حنيات محفورة. يفضي البابين إلى ساحة متكوّنة من مباني متباعدة يعود تاريخها إلى فترات مختلفة، منها معبد بيزنطيّ صغير ذو أجنحة ثلاثة، بقايا معسكرات، مصلى، صهاريج رومانيّة و أحواض يعود تاريخها إلى العهد العثماني.
يوجد أيضا منارة في وفي الزاوية الجنوبية تشرف على شاطئ جزيرة بانتليريا الإيطالية المعروفة بجزيرة قوصرة قديما.

## معرض الصور

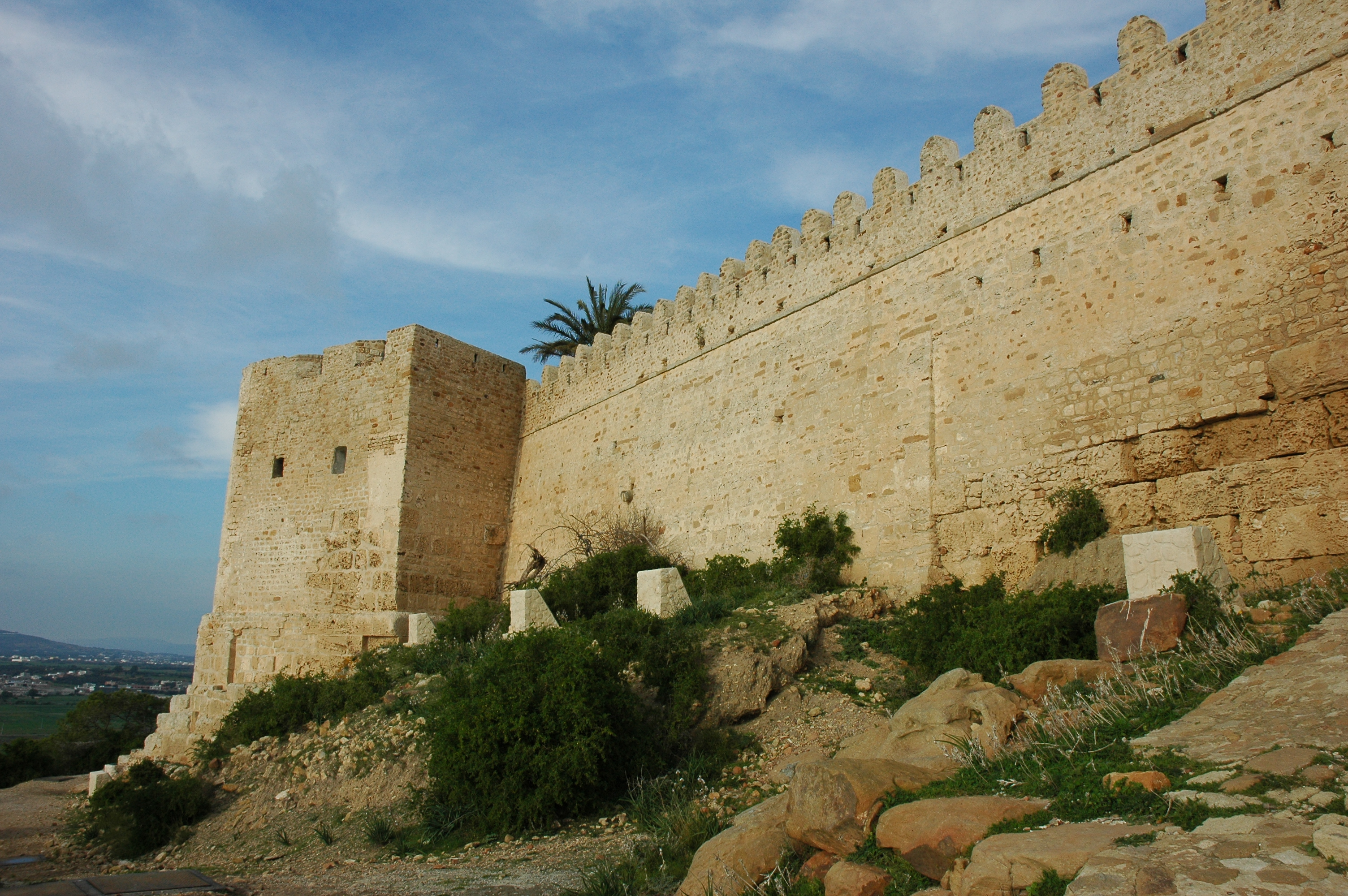
جدار خارجي للقلعة.
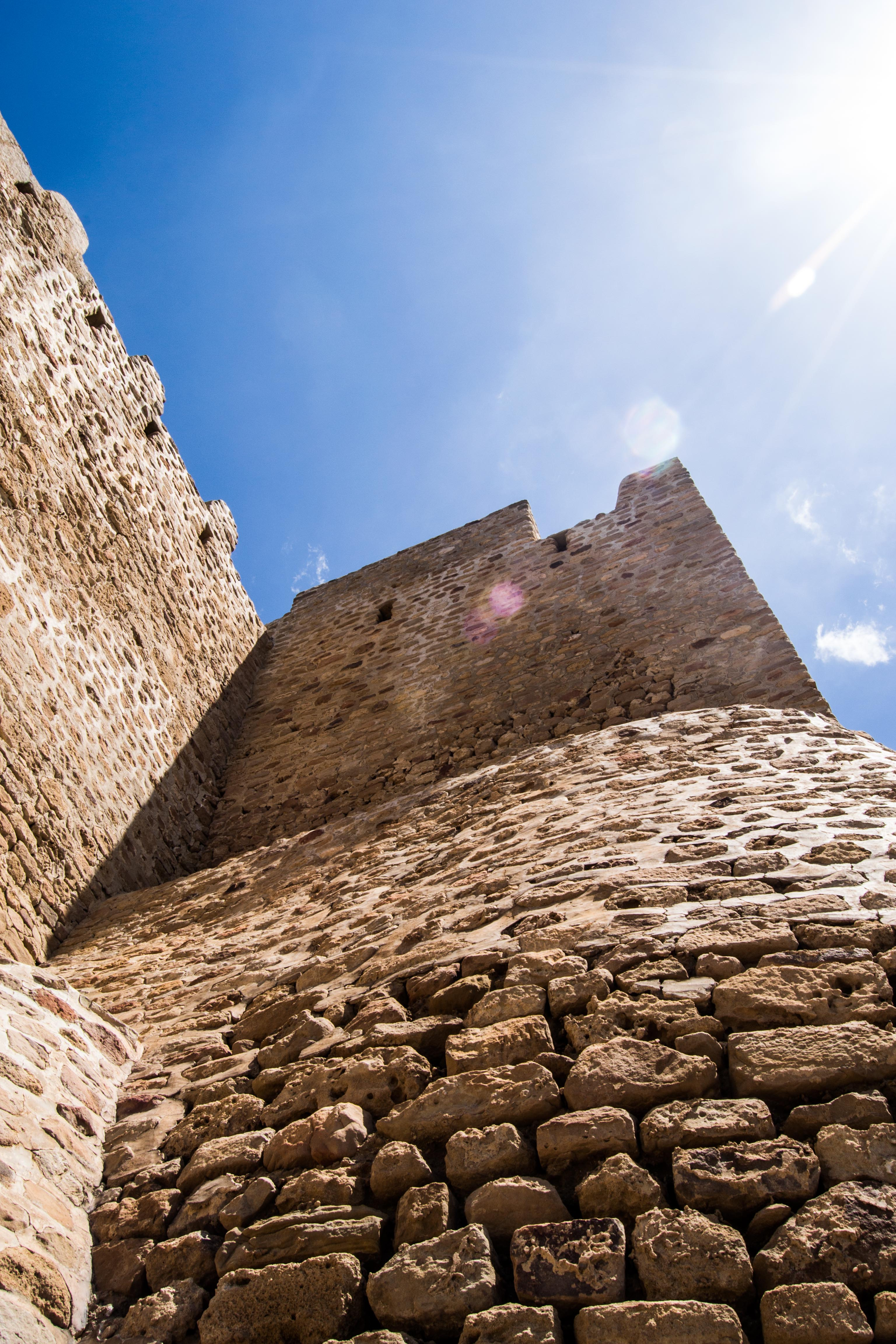
برج مربع للقلعة.
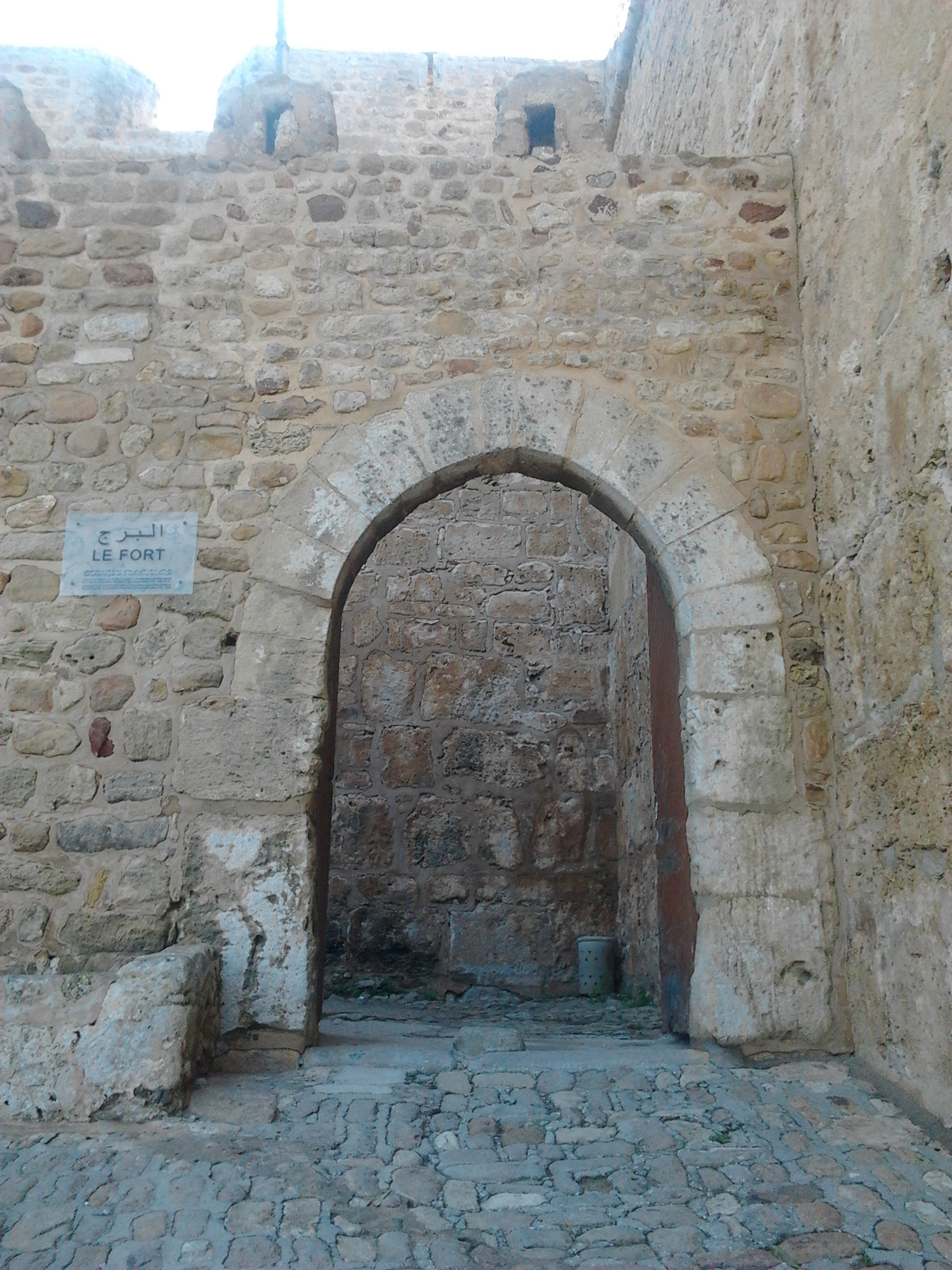
باب القلعة.
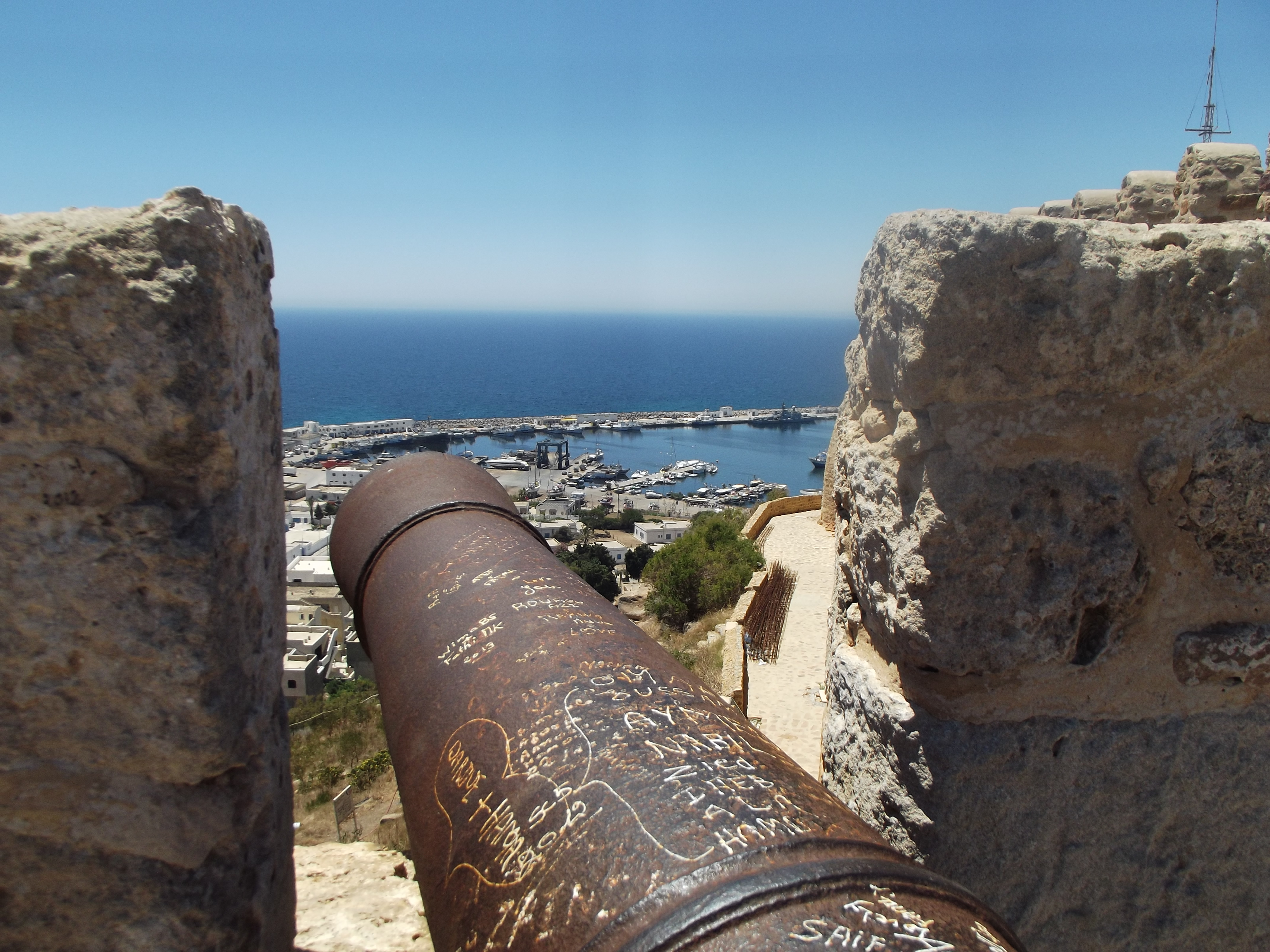
مدفع.
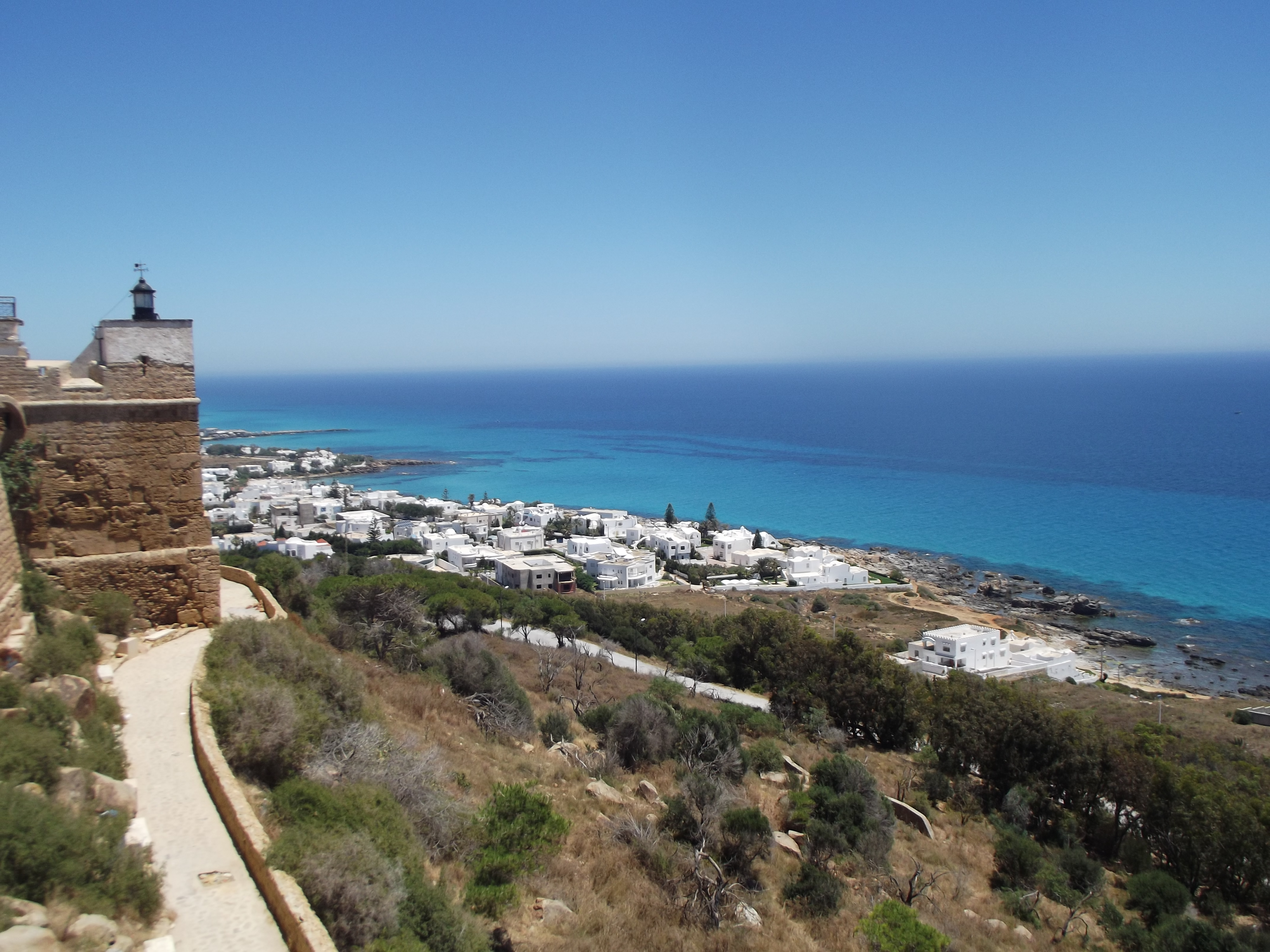
اطلالة القلعة على البحر الأبيض المتوسط.
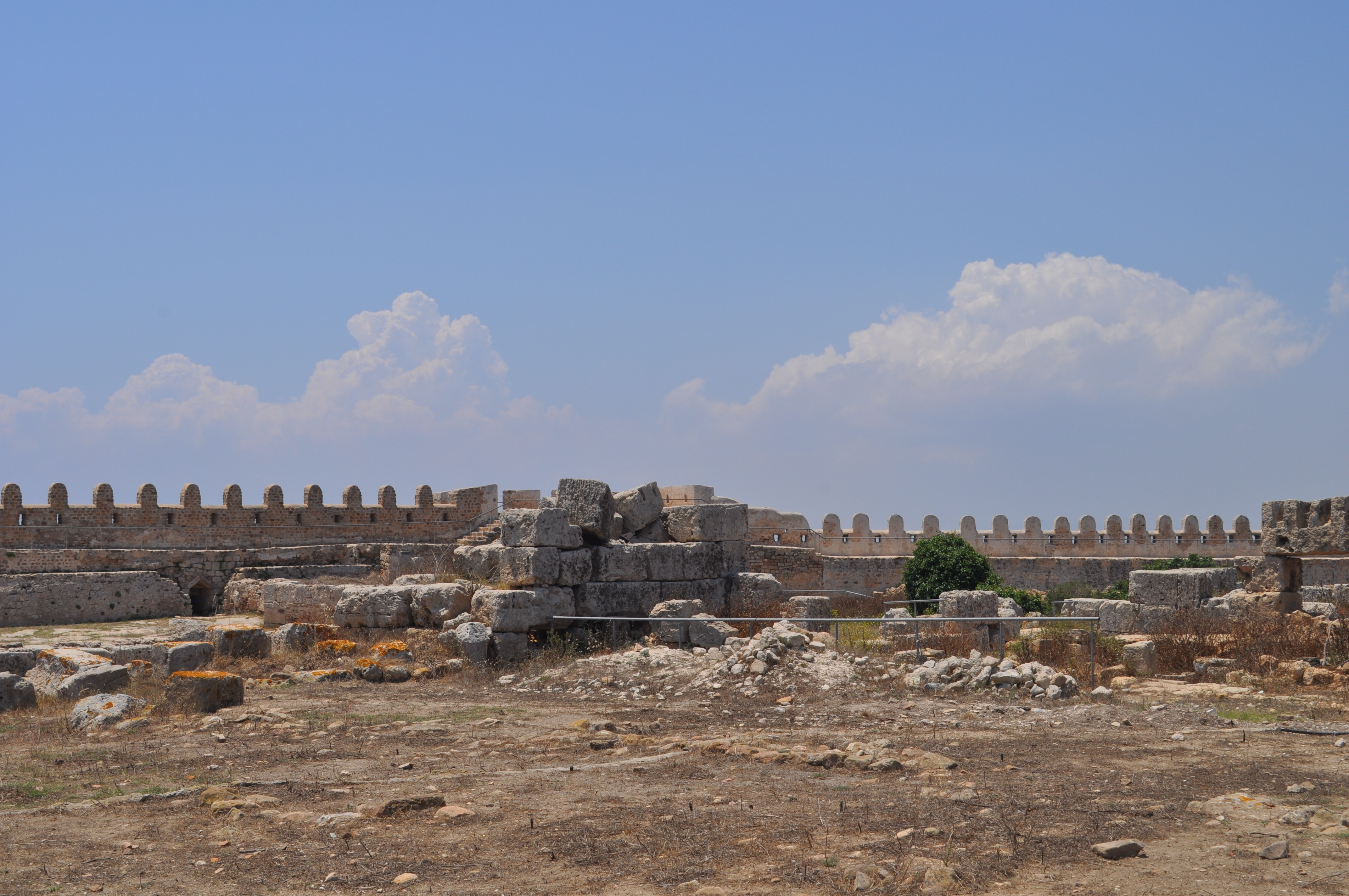
القلعة من الدّاخل.